# 浈阳县
浈阳县，中国古县名。
西汉置，治所在今广东省英德市东大站，历属桂阳郡、始兴郡。因处浈水之阳得名。南朝宋泰始三年（467年）改名贞阳县。隋朝开皇十六年（596年），省入曲江县。唐朝复置浈阳县，并移治今英德市。北宋时为英州治。乾兴元年（1022年），避宋仁宗赵祯讳，改浈阳县为真阳县。南宋为英德府治。元朝时，省入英德州。